# Bangai-O Spirits
 (décembre 2018).
Si vous disposez d'ouvrages ou d'articles de référence ou si vous connaissez des sites web de qualité traitant du thème abordé ici, merci de compléter l'article en donnant les références utiles à sa vérifiabilité et en les liant à la section « Notes et références ».
Bangai-O Spirits (バンガイオー魂, Bangaiō Supirittsu) est un jeu vidéo disponible sur la console portable Nintendo DS. Ce shoot them up est la suite de Bangai-O sorti sur Nintendo 64 et Dreamcast. En Europe, le jeu n'est disponible qu'en version anglaise.
Dans Bangai-O Spirits, le joueur contrôle Bangai-O, un robot de combat possédant la capacité de voler et devant faire face à des hordes d'ennemis, le but du jeu étant de détruire dans chaque niveau un certain nombre de cibles. Pour cela, le joueur peut se servir et combiner les effets de différentes armes. Le jeu contient plus de 160 niveaux et intègre un éditeur permettant au joueur de créer ses propres aires de combat. Ces niveaux peuvent ensuite être échangés entre consoles.

## Modes de jeu

### Tutoriel (Tutorial)
L'histoire de Bangai-O Spirits n'est développée qu'à travers les 17 niveaux du tutoriel et ne propose qu'une intrigue limitée : le Professeur apprend aux 2 jeunes pilotes Masato et Ruri, les mouvements de base du robot de combat Bangai-O, chaque niveau traitant d'une particularité du robot. Le joueur est libre de compléter ces niveaux dans l'ordre qu'il désire, mais le Professeur lui recommande de suivre l'ordre numérique.

### Jeu libre (Free Play)
Cette section propose au joueur de jouer seul ou en multijoueur via la connexion sans-fil de la Nintendo DS. La partie solo contient l'intégralité des 160 niveaux du jeu ainsi que ceux créés ou échangés. Tous les niveaux peuvent être joués immédiatement sans avoir besoin de suivre un ordre particulier.

### Éditeur de niveaux (Edit Mode)
Cette catégorie permet au joueur de créer ses propres niveaux pour lui-même ou pour pouvoir ensuite les échanger avec d'autres joueurs. Un niveau peut contenir jusqu'à 119 ennemis et la mémoire de la cartouche de jeu permet d'enregistrer jusqu'à 24 niveaux.

### Chargement audio (Sound Load)
Cette section permet aux joueurs d'échanger des niveaux et replays en utilisant le micro et les haut-parleurs de la console. Un ordinateur peut aussi être utilisé. Les données seront transférées en utilisant un format audio. Autrement dit, la console va coder les données du jeu sous forme de sons pour pouvoir les échanger.

## Armes

### Armes de base
Avant chaque début de partie, le joueur peut choisir 2 armes, chaque arme ayant sa propre particularité. Leurs effets peuvent être combinés sur demande pour créer une nouvelle arme possédant les 2 attributs.
- Break: les projectiles traversent les tirs et missiles ennemis.
- Napalm: les projectiles explosent au contact de l'ennemi ou d'un tir ennemi.
- Homing: les projectiles se comportent comme des missiles à tête chercheuse.
- Bounce: les projectiles ont la capacité de rebondir sur les murs.

Le robot Bangai-O peut aussi être équipé de deux armes de corps à corps ou d'un bouclier défensif. À noter que les effets de ces équipements ne peuvent être combinés avec d'autres éléments:
- Sword: permet de détruire les ennemis et leurs projectiles à l'aide d'une épée.
- Bat: permet de renvoyer les tirs ennemis ou de propulser les ennemis en les frappant avec une batte de baseball.
- Shield: bouclier défensif absorbant les tirs ennemis. Ne protège pas des attaques de corps à corps.

### Armes EX
Ce mode permet de combiner 2 armes au choix de la liste précédente (sauf Sword, Bat et Shield) pour déclencher une puissante attaque collatérale. La puissance de l'attaque dépend du nombre d'ennemis et de projectiles présents à l'écran ainsi que de leur proximité avec le robot Bangai-O. Au maximum, le robot peut tirer 100 missiles et la taille des projectiles peut quadrupler si la quantité d'ennemi est vraiment très importante.
Les 3 attaques suivantes sont uniquement disponibles en mode EX. À noter que Freeze et Reflect ne peuvent être combinés.
- Direct: concentre les projectiles sur un nombre limité d'ennemi.
- Freeze: permet de bloquer tous les ennemis à l'écran pendant un court laps de temps, les empêchant de tirer ou de se déplacer.
- Reflect: permet de déstabiliser les ennemis et d'inverser la trajectoire de leurs tirs.

## Source
- (en) Cet article est partiellement ou en totalité issu de l’article de Wikipédia en anglais intitulé « Bangai-O Spirits » (voir la liste des auteurs).